# 哈茨山麓奥斯特罗德县
哈茨山麓奥斯特罗德县（Landkreis Osterode am Harz）是德國下薩克森州南部曾经的一个县，首府哈茨山麓奥斯特罗德。2016年11月1日，其与哥廷根县进行合并，成为新的哥廷根县的一部分。

## 地理
哈茨山麓奥斯特罗德县西面与诺特海姆县，北面和东北面与戈斯拉尔县，东南面与图林根州的诺德豪森县，南面与图林根州的艾希斯费尔德县，西南面与原哥廷根县相邻。